# Canarium muelleri
Canarium muelleri là một loài thực vật có hoa trong họ Burseraceae. Loài này được F.M.Bailey mô tả khoa học đầu tiên năm 1899.